# Защита прав потребителей

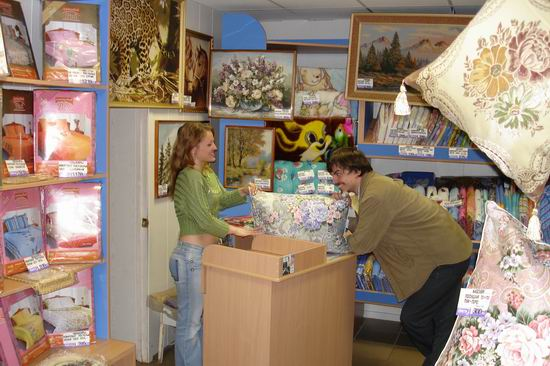
Продавец и потребитель

Защита прав потребителей (также консьюмеризм) — комплекс мер, реализуемых государством и общественными движениями, направленных на регулирование отношений, возникающих между потребителем (физическим лицом, приобретающим товар или услугу для личных, семейных, домашних и иных нужд, не связанных с предпринимательской деятельностью) и субъектом предпринимательской деятельности — изготовителем, исполнителем, продавцом и включающих в себя: установление конкретных прав потребителей; формы возможных нарушений прав и механизм их защиты; ответственность за нарушение прав потребителей.

## История развития института защиты прав потребителей
Элементы защиты прав потребителей встречаются уже в Законах Хаммурапи (XVIII в. до н. э.). Однако в отдельную группу эти нормы стали выделять относительно недавно.
15 марта 1962 года в США президент Джон Кеннеди ввел «Билль о правах потребителя». Этот документ установил, что потребительская общественность имеет право на защиту, информацию, выбор и, кроме того, она имеет право на то, чтобы быть выслушанной. Эта дата теперь ежегодно отмечается как Всемирный день защиты прав потребителей. Джон Кеннеди произнес в Конгрессе США речь, в которой он впервые охарактеризовал понятие «потребитель» и назвал шесть основных прав потребителя:
1. Право на информацию.
2. Право на безопасность.
3. Право на выбор.
4. Право быть услышанным.
5. Право на возмещение ущерба.
6. Право на потребительское образование.
Международная организация потребителей дополнила список прав потребителей дополнительными двумя пунктами:
7. Право на удовлетворение базовых потребностей.
8. Право на здоровую окружающую среду.

В настоящее права потребителей предлагается дополнить правом на ремонт сложных технических изделий.
Постепенно соответствующие законы о защите прав потребителей были приняты и в других странах.

## Источники правового регулирования в России

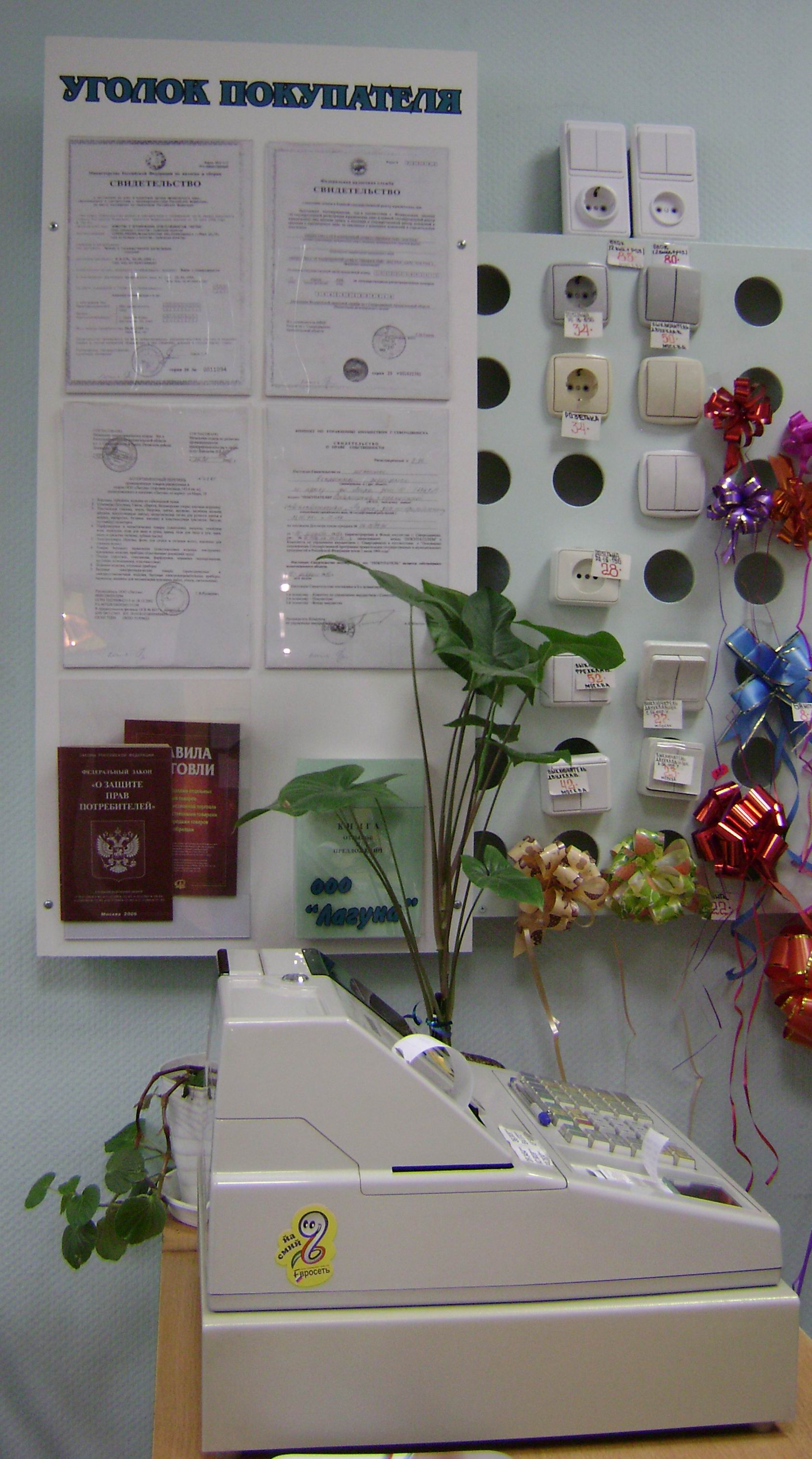
Уголок покупателя